# Брессан, Луиджи
Луи́джи Бресса́н (итал. Luigi Bressan; род. 9 февраля 1940, Калавино, Трентино-Альто-Адидже) — итальянский прелат и ватиканский дипломат. Титулярный архиепископ Северианы с 3 апреля 1989. Апостольский про-нунций в Пакистане с 3 апреля 1989 по 26 июля 1993. Апостольский нунций в Таиланде и Сингапуре, апостольский делегат в Лаосе, Малайзии и Мьянме с 26 июля 1993 по 30 мая 1999. Апостольский нунций в Камбодже с 16 июля 1994 по 30 мая 1999. Архиепископ Тренто с 30 мая 1999 по 10 февраля 2016.